# Тургор тканей

Ту́ргор тка́ней — напряжённое состояние оболочек живых клеток. Тургорное давление — внутреннее давление, которое развивается в растительной клетке, когда в неё в результате осмоса входит вода, и цитоплазма прижимается к клеточной стенке; это давление препятствует дальнейшему проникновению воды в клетку.
Тургор обуславливается тремя факторами: внутренним осмотическим давлением клетки, которое вызывает напряжение клеточной оболочки, внешним осмотическим давлением, а также упругостью клеточной оболочки.
Тургор животных клеток, за редким исключением, невысок. Разница между внутренним и внешним давлением не превышает 1 атмосферы. Тургор клеток у растений и грибов существенно выше; обычно внутреннее давление составляет от 5 до 10 атмосфер, живые ткани по этой причине обладают упругостью и существенной конструктивной прочностью. У некоторых растений, растущих на засоленных почвах (галофитов), а также у грибов разница между внутренним и внешним давлением клеток может достигать 50 и даже 100 атмосфер.
Тургор — показатель оводнённости и состояния водного режима живых организмов. Снижением тургора сопровождаются процессы автолиза (распада), увядания и старения клеток.

## Этимология термина
Слово «тургор» образовано от позднелат. turgor («вздутие, наполнение»), которое ведёт своё происхождение от латинского turgere («быть набухшим, наполненным»).